# Bayley
Pamela Rose Martinez (* 15. července 1989 Newark, Kalifornie, USA) je americká profesionální zápasnice. Pracuje ve společnosti WWE pod přezdívkou Bayley, je zařazena do rosteru Raw.

## Život
Narodila se 15. července 1989 v San Jose. Navštěvovala zde Independence High School. Hrála zde basketbal a zajímala se o bojová umění. V roce 2008 začala s wrestlingovou přípravou. V roce 2012 podepsala smlouvu se společností WWE, byla zařazena do rosteru NXT. Během dalších let se vypracovala až do hlavních rosterů a získala několik titulů.
Je hratelnou postavou ve videoherní sérii WWE 2K.

## Úspěchy
- WWE
  - NXT Women's Championship (1x)
  - WWE Raw Women's Championship (1x)
  - WWE SmackDown Women's Championship (2x)
  - WWE Women's Tag Team Championship (2x) se Sashou Banks
  - Money in the Bank (2019)
  - Royal Rumble (2024)
  - Slammy Award (2x)